# Ionizzazione termica
In spettrometria di massa la ionizzazione termica, comunemente indicata con la sigla TI, dall'inglese thermal ionization, è una tecnica di ionizzazione per desorbimento.
Questa tecnica è stata molto usata per l'analisi delle composizioni isotopiche ma è stata soppiantata dall'ICP-MS.

## Meccanismo
Il campione viene posto su un filamento che viene scaldato. Le molecole di analita vengono desorbite e un secondo filamento reso incandescente le ionizza.
La probabilità di ionizzazione è in funzione della temperatura, della funzione lavoro e dell'energia di ionizzazione dell'elemento considerato. È data dall'equazione di Saha-Langmuir:
{\displaystyle {\frac {Y_{1}}{Y_{0}}}={\frac {g_{1}}{g_{0}}}\exp {\Bigg (}{\frac {\phi -P_{i}}{kT}}{\Bigg )}}
dove:
- {\displaystyle {\frac {Y_{1}}{Y_{0}}}} = rapporto tra le specie ionica e neutra
- {\displaystyle {\frac {g_{1}}{g_{0}}}} = pesi statistici delle specie ionica e neutra
- {\displaystyle \phi } = funzione lavoro della superficie
- {\displaystyle P_{i}} = potenziale di ionizzazione dell'elemento
- {\displaystyle k} = costante di Boltzmann
- {\displaystyle T} = temperatura della superficie